# 土木工事等の受託 (自衛隊)
土木工事等の受託（どぼくこうじとうのじゅたく）は自衛隊法第100条に定められた自衛隊の行う業務の一つで、自衛隊の訓練目的に適合する土木工事などを実施することである。民生支援・民生協力などと称される活動の一つ。

## 解説
土木工事、通信工事、防疫事業、医療事業（へき地について行うものに限る）または輸送事業を、国、地方自治体、土地改良区、港務局の要望に基づいて実施する。要望する者は隊員の給与（旅費を除く）、糧食費、装備の修理費用以外の費用を負担しなければならない。自衛隊発足当初は国民の理解を得る目的もあり、また土木工事用の車両が普及していなかったことから国土建設の貴重な戦力とされていた。旧日本軍においても土木工事への協力は行われており、アンパン道路などが作られている。
昭和48年には年間236件行われていた土木工事等の受託も平成15年には3件に減少するなどほぼ役割を終えており、現在は災害派遣ほど緊急性はないが、平成16年の京都府における鳥インフルエンザ発生など、国の支援が必要な事案に対応するための規定のような形になっている。なお、防衛出動や治安出動、災害派遣などより優先順位が劣るため、これらの任務に影響がある場合は中断または中止される。
近年では山間部の過疎化やハンターの高齢化により鳥獣被害が増加しているため、土木工事等の受託の枠組みを鳥獣被害対策に活用する検討も行われている。

## 実績
- 1958年 佐渡空港[3]
- 1960年ごろ 東京都道211号若郷新島港線建設 - ミサイル試射場設置の見返りとして。
- 1960年ごろ 山形放送新庄中継局開局に当たっての道路の開削
- 1957年から1963年ごろ 乗鞍スカイライン建設
- 1964年ごろ 男鹿半島循環道路建設
- 1964年から1971年 塩那道路建設 - 殉職者が発生した。
- 1970年代 国道338号 むつ市脇野沢 - 佐井村間建設
- 2005年 京都府船井郡丹波町で鳥インフルエンザに感染した鶏の埋設処分 - 数日後、災害派遣要請を受け切り替え。

ほか8,200件以上